# Rallye de Finlande 2009
Le Rallye de Finlande 2009 est le 9e rallye du Championnat du monde des rallyes 2009.

## Résultats
| Rang | Pilote                | Copilote           | Voiture                 | Temps             | Différence    | Points |
| WRC  | WRC                   | WRC                | WRC                     | WRC               | WRC           | WRC    |
| ---- | --------------------- | ------------------ | ----------------------- | ----------------- | ------------- | ------ |
| 1    | Mikko Hirvonen        | Jarmo Lehtinen     | Ford Focus RS WRC 09    | 2 h 50 min 40 s 9 |               | 10     |
| 2    | Sébastien Loeb        | Daniel Elena       | Citroën C4 WRC          | 2 h 51 min 06 s 0 | +25 s 1       | 8      |
| 3    | Jari-Matti Latvala    | Miikka Anttila     | Ford Focus RS WRC 09    | 2 h 51 min 30 s 8 | +49 s 9       | 6      |
| 4    | Dani Sordo            | Marc Martí         | Citroën C4 WRC          | 2 h 51 min 47 s 0 | +1 min 06 s 1 | 5      |
| 5    | Matti Rantanen        | Mikko Lukka        | Ford Focus RS WRC 08    | 2 h 54 min 59 s 1 | +4 min 18 s 2 | 4      |
| 6    | Sébastien Ogier       | Julien Ingrassia   | Citroën C4 WRC          | 2 h 54 min 59 s 4 | +4 min 18 s 5 | 3      |
| 7    | Jari Ketomaa          | Mika Stenberg      | Subaru Impreza WRC 2007 | 2 h 55 min 48 s 4 | +5 min 07 s 5 | 2      |
| 8    | Matthew Wilson        | Scott Martin       | Ford Focus RS WRC 09    | 2 h 57 min 14 s 5 | +6 min 33 s 6 | 1      |
| JWRC |                       |                    |                         |                   |               |        |
| 1    | Martin Prokop         | Jan Tománek        | Citroën C2 S1600        | 3 h 17 min 03 s 1 |               | 10     |
| 2    | Kalle Pinomäki        | Matti Kaskinen     | Renault Clio R3         | 3 h 17 min 58 s 6 | +55 s 5       | 8      |
| 3    | Michal Kosciuszko     | Maciek Szczepaniak | Suzuki Swift S1600      | 3 h 20 min 24 s 0 | +3 min 20 s 9 | 6      |
| 4    | Aaron Nikolai Burkart | Michael Kölbach    | Suzuki Swift S1600      | 3 h 20 min 53 s 5 | +3 min 50 s 4 | 5      |
| 5    | Mark Wallenwein (de)  | Stefan Kopczyk     | Renault Clio R3         | 3 h 30 min 28 s 6 | 13 min 25 s 5 | 4      |
| 6    | Simone Bertolotti     | Luca Celestini     | Suzuki Swift S1600      | 3 h 34 min 19 s 0 | 17 min 15 s 9 | 3      |
| 7    | Hans Weijs Jr.        | Bjorn Degandt      | Citroën C2 S1600        | 3 h 51 min 17 s 8 | 34 min 14 s 7 | 2      |

## Spéciales chronométrées
| Étape         | Spéciale | Heure   | Nom           | Distance | Vainqueur                          | Temps         | Leader         |
| ------------- | -------- | ------- | ------------- | -------- | ---------------------------------- | ------------- | -------------- |
| 1 (30-31 Jul) | SS1      | 19 h 00 | Killeri 1     | 2,06 km  | Sébastien Loeb                     | 1 min 20 s 3  | Sébastien Loeb |
| 1 (30-31 Jul) | SS2      | 07 h 38 | Jukojärvi 1   | 22,29 km | Mikko Hirvonen                     | 10 min 36 s 2 | Mikko Hirvonen |
| 1 (30-31 Jul) | SS3      | 08 h 11 | Kruununperä 1 | 13,51 km | Mikko Hirvonen                     | 6 min 29 s 9  | Mikko Hirvonen |
| 1 (30-31 Jul) | SS4      | 08 h 59 | Mökkiperä 1   | 13,64 km | Sébastien Loeb                     | 6 min 42 s 2  | Mikko Hirvonen |
| 1 (30-31 Jul) | SS5      | 09 h 46 | Palsankylä 1  | 13,92 km | Sébastien Loeb                     | 7 min 06 s 7  | Mikko Hirvonen |
| 1 (30-31 Jul) | SS6      | 13 h 02 | Jukojärvi 2   | 22,29 km | Mikko Hirvonen                     | 10 min 25 s 2 | Mikko Hirvonen |
| 1 (30-31 Jul) | SS7      | 13 h 35 | Kruununperä 2 | 13,51 km | Mikko Hirvonen                     | 6 min 22 s 3  | Mikko Hirvonen |
| 1 (30-31 Jul) | SS8      | 14 h 23 | Mökkiperä 2   | 13,64 km | Sébastien Loeb                     | 6 min 37 s 0  | Mikko Hirvonen |
| 1 (30-31 Jul) | SS9      | 15 h 10 | Palsankylä 2  | 13,92 km | Sébastien Loeb                     | 7 min 01 s 6  | Mikko Hirvonen |
| 1 (30-31 Jul) | SS10     | 20 h 00 | Killeri 2     | 2,06 km  | Sébastien Loeb                     | 1 min 20 s 2  | Mikko Hirvonen |
| 2 (1 Aug)     | SS11     | 07 h 13 | Leustu 1      | 21,35 km | Mikko Hirvonen                     | 10 min 04 s 8 | Mikko Hirvonen |
| 2 (1 Aug)     | SS12     | 08 h 02 | Himos 1       | 20,94 km | Mikko Hirvonen                     | 10 min 31 s 7 | Mikko Hirvonen |
| 2 (1 Aug)     | SS13     | 09 h 25 | Surkee 1      | 14,95 km | Mikko Hirvonen                     | 8 min 01 s 2  | Mikko Hirvonen |
| 2 (1 Aug)     | SS14     | 11 h 37 | Leustu 2      | 21,35 km | Mikko Hirvonen                     | 10 min 03 s 4 | Mikko Hirvonen |
| 2 (1 Aug)     | SS15     | 12 h 26 | Himos 2       | 20,94 km | Mikko Hirvonen                     | 10 min 35 s 4 | Mikko Hirvonen |
| 2 (1 Aug)     | SS16     | 13 h 49 | Surkee 2      | 14,95 km | Jari-Matti Latvala                 | 7 min 59 s 7  | Mikko Hirvonen |
| 2 (1 Aug)     | SS17     | 16 h 11 | Urria         | 12,75 km | Mikko Hirvonen                     | 5 min 55 s 5  | Mikko Hirvonen |
| 2 (1 Aug)     | SS18     | 17 h 19 | Kavala        | 10,35 km | Jari-Matti Latvala Sébastien Ogier | 5 min 10 s 1  | Mikko Hirvonen |
| 2 (1 Aug)     | SS19     | 17 h 52 | Väärinmaja    | 29,29 km | Jari-Matti Latvala                 | 14 min 56 s 3 | Mikko Hirvonen |
| 3 (2 Aug)     | SS20     | 08 h 17 | Hannula       | 10,82 km | Jari-Matti Latvala                 | 5 min 41 s 1  | Mikko Hirvonen |
| 3 (2 Aug)     | SS21     | 08 h 58 | Myhinpää 1    | 15,06 km | Sébastien Loeb                     | 6 min 59 s 1  | Mikko Hirvonen |
| 3 (2 Aug)     | SS22     | 10 h 51 | Myhinpää 2    | 15,06 km | Jari-Matti Latvala                 | 6 min 52 s 1  | Mikko Hirvonen |
| 3 (2 Aug)     | SS23     | 12 h 18 | Ruuhimäki     | 6,5 km   | Jari-Matti Latvala                 | 3 min 12 s 4  | Mikko Hirvonen |

## Classements au championnat après l'épreuve

### Classement des pilotes
| Rang | Pilote                | Rallyes | Rallyes | Rallyes | Rallyes | Rallyes | Rallyes | Rallyes | Rallyes | Rallyes | Rallyes | Rallyes | Rallyes | Total points |
| Rang | Pilote                | IRL     | NOR     | CYP     | POR     | ARG     | ITA     | GRE     | POL     | FIN     | AUS     | ESP     | GBR     | Total points |
| ---- | --------------------- | ------- | ------- | ------- | ------- | ------- | ------- | ------- | ------- | ------- | ------- | ------- | ------- | ------------ |
| 1er  | Mikko Hirvonen        | 6       | 8       | 8       | 8       | Ab.     | 8       | 10      | 10      | 10      |         |         |         | 68           |
| 2e   | Sébastien Loeb        | 10      | 10      | 10      | 10      | 10      | 5       | Ab.     | 2       | 8       |         |         |         | 65           |
| 3e   | Daniel Sordo          | 8       | 4       | 5       | 6       | 8       | 0       | 0       | 8       | 5       |         |         |         | 44           |
| 4e   | Jari-Matti Latvala    | 0       | 6       | 0       | Ab.     | 3       | 10      | 6       | Ab.     | 6       |         |         |         | 31           |
| 5e   | Henning Solberg       | 5       | 5       | 0       | 4       | 6       | 1       | 0       | 6       | 0       |         |         |         | 27           |
| 6e   | Petter Solberg        | -       | 3       | 6       | 5       | Ab.     | 6       | Ab.     | 5       | Ab.     |         |         |         | 25           |
| 7e   | Matthew Wilson        | 2       | 2       | 4       | Ab.     | 4       | 3       | 0       | 4       | 1       |         |         |         | 20           |
| 8e   | Federico Villagra     | -       | -       | 2       | 2       | 5       | Ab.     | 5       | -       | 0       |         |         |         | 14           |
| 9e   | Sébastien Ogier       | 3       | 0       | Ab.     | 0       | 2       | Ab.     | 8       | Ab.     | 3       |         |         |         | 13           |
| 10e  | Conrad Rautenbach     | 0       | Ab.     | 3       | Ab.     | Ab.     | 0       | 4       | 1       | Ab.     |         |         |         | 8            |
| 11e  | Mads Østberg          | -       | 0       | -       | 3       | -       | 2       | 2       | Ab.     | Ab.     |         |         |         | 7            |
| 12e  | Khalid al-Qassimi     | 1       | -       | 1       | 1       | -       | 0       | 3       | -       | 0       |         |         |         | 6            |
| 13e  | Chris Atkinson        | 4       | -       | -       | -       | -       | -       | -       | -       | -       |         |         |         | 4            |
| 13e  | Evgeny Novikov        | -       | 0       | Ab.     | Ab.     | -       | 4       | 0       | 0       | Ab.     |         |         |         | 4            |
| 13e  | Matti Rantanen        | -       | -       | -       | -       | -       | -       | -       | -       | 4       |         |         |         | 4            |
| 16e  | Krzysztof Holowczyc   | -       | -       | -       | -       | -       | -       | -       | 3       | -       |         |         |         | 3            |
| 17e  | Jari Ketomaa          | -       | -       | -       | -       | -       | -       | -       | -       | 2       |         |         |         | 2            |
| 18e  | Urmo Aava             | 0       | 1       | -       | -       | -       | -       | -       | -       | -       |         |         |         | 1            |
| 18e  | Nasser Al Attiyah     | -       | -       | 0       | 0       | 1       | 0       | 0       | -       | -       |         |         |         | 1            |
| 18e  | Lambros Athanassoulas | -       | -       | -       | -       | -       | -       | 1       | -       | -       |         |         |         | 1            |

| Couleur | Résultat                                                         |
| ------- | ---------------------------------------------------------------- |
| Or      | Vainqueur                                                        |
| Argent  | 2e place                                                         |
| Bronze  | 3e place                                                         |
| Vert    | Classé, dans les points                                          |
| Bleu    | Classé, hors des points Non classé (Nc.)                         |
| Mauve   | Abandon (Ab.) Retrait (Re.)                                      |
| Noir    | Disqualifié (Dq.)                                                |
| Blanc   | N'a pas pris le départ (Np.) Forfait (Forf.) Épreuve annulée (A) |
| Aucune  | N'a pas participé (-)                                            |

### Classement des constructeurs
| Rang | Équipe                             | Rallyes | Rallyes | Rallyes | Rallyes | Rallyes | Rallyes | Rallyes | Rallyes | Rallyes | Rallyes | Rallyes | Rallyes | Total points |
| Rang | Équipe                             | IRL     | NOR     | CYP     | POR     | ARG     | ITA     | GRE     | POL     | FIN     | AUS     | ESP     | GBR     | Total points |
| ---- | ---------------------------------- | ------- | ------- | ------- | ------- | ------- | ------- | ------- | ------- | ------- | ------- | ------- | ------- | ------------ |
| 1er  | Citroën Total WRT                  | 18      | 14      | 16      | 16      | 18      | 8       | 4       | 12      | 13      |         |         |         | 119          |
| 2e   | BP-Ford Abu Dhabi WRT              | 8       | 14      | 10      | 8       | 3       | 18      | 18      | 10      | 16      |         |         |         | 105          |
| 3e   | Stobart VK M-Sport Ford Rally Team | 8       | 8       | 6       | 5       | 10      | 7       | 5       | 11      | 4       |         |         |         | 64           |
| 4e   | Citroën Junior Team                | 5       | 2       | 4       | 0       | 2       | 5       | 6       | 5       | 4       |         |         |         | 33           |
| 5e   | Munchi's Ford World Rally Team     | 0       | 0       | 3       | 4       | 5       | 0       | 6       | 0       | 2       |         |         |         | 20           |